# Бреды
Бре́ды — посёлок (до 21 мая 1992 года посёлок городского типа), административный центр Брединского сельского поселения и Брединского района Челябинской области России. Расположен на юге области, в 400 км к югу от областного центра города Челябинска, на реке Синташте (приток Тобола). Железнодорожная станция на участке Карталы — Орск.

## История
Посёлок Бреды основан в 1843 году как опорный пункт (военное поселение) Оренбургского казачьего войска под названием Пост № 13 Новолинейного района, позднее назван в честь победы русских войск над французами в 1813 году близ города Бреда на юге Нидерландов, который был освобождён экспедиционным отрядом графа А. Х. Бенкендорфа. В состав отряда входил башкирский полк, укомплектованный башкирами и мещеряками из Челябинского, Троицкого и Верхнеуральского уездов Оренбургской губернии.
В связи со строительством Троицко-Орской железной дороги, в 1911 году началось промышленное освоение Брединского месторождения антрацитов.
4 ноября 1926 года бывшая станица Бреды стала районным центром, рабочим посёлком стала 26 мая 1940 года.

## Климат
Климат умеренный континентальный, засушливый.
| Показатель                    | Янв.  | Фев.  | Март  | Апр.  | Май  | Июнь | Июль | Авг. | Сен.  | Окт.  | Нояб. | Дек.  | Год   |
| ----------------------------- | ----- | ----- | ----- | ----- | ---- | ---- | ---- | ---- | ----- | ----- | ----- | ----- | ----- |
| Абсолютный максимум, °C       | 2,8   | 3,5   | 18,7  | 29,0  | 36,3 | 38,3 | 40,7 | 39,2 | 36,1  | 26,4  | 15,8  | 9,3   | 40,7  |
| Средний суточный максимум, °C | −10,1 | −8,7  | −1,4  | 11,4  | 21,0 | 26,1 | 27,0 | 25,8 | 19,2  | 10,4  | −1    | −7,9  | 9,3   |
| Средняя температура, °C       | −14,3 | −13,6 | −6,5  | 5,3   | 13,9 | 19,1 | 20,4 | 18,8 | 12,2  | 4,5   | −5,1  | −12   | 3,6   |
| Средний суточный минимум, °C  | −18,5 | −18,3 | −11,2 | −0,3  | 6,7  | 11,8 | 13,8 | 12,1 | 6,0   | −0,4  | −8,8  | −16   | −1,9  |
| Абсолютный минимум, °C        | −41,5 | −47,2 | −37,7 | −28,9 | −8,8 | −2,9 | 2,2  | −1   | −11,8 | −22,6 | −39,1 | −39,6 | −47,2 |
| Норма осадков, мм             | 22    | 23    | 23    | 29    | 37   | 34   | 49   | 32   | 21    | 28    | 22    | 25    | 345   |
| Источник:                     |       |       |       |       |      |      |      |      |       |       |       |       |       |

| Показатель              | Янв.  | Фев.  | Март | Апр. | Май  | Июнь | Июль | Авг. | Сен. | Окт. | Нояб. | Дек.  | Год |
| ----------------------- | ----- | ----- | ---- | ---- | ---- | ---- | ---- | ---- | ---- | ---- | ----- | ----- | --- |
| Средняя температура, °C | −13,9 | −13,7 | −7,3 | 4,7  | 13,2 | 19,2 | 20,3 | 18,3 | 12,0 | 4,2  | −5,5  | −11,9 | 3,3 |
| Норма осадков, мм       | 22    | 22    | 22   | 29   | 37   | 39   | 54   | 37   | 22   | 27   | 26    | 26    | 363 |
| Источник: .             |       |       |      |      |      |      |      |      |      |      |       |       |     |

## Население
| 1959   | 1970    | 1979  | 1989    | 2002    | 2010  | 2021  |
| ------ | ------- | ----- | ------- | ------- | ----- | ----- |
| 14 311 | ↘10 209 | ↘9334 | ↗10 104 | ↗10 526 | ↘9468 | ↘8792 |

Проживают русские, татары, башкиры.

## Инфраструктура
- Детские сады,
- школы,
- детская школа искусств,
- детско-юношеская спортивная школа,
- районный дом культуры имени А. С. Пушкина,
- централизованная библиотечная система,
- районная больница,
- районный историко-краеведческий музей,
- дом-интернат для престарелых и инвалидов,
- Сыроварня "ЕринЪ сыр"

## Экономика
Ранее действовали комбинат по производству строительных материалов, ремонтно-техническое предприятие, маслодельный завод, центральная усадьба, 1-е отделение Брединской государственной сортоиспытательной станции и другие предприятия.

## Религия
В поселке есть Церковь Воскресения Христова, а также суннитская мечеть
В поселке есть восстановленная Церковь Воскресения Христова, которая была переоборудована под склад во времена СССР, а также суннитская мечеть.

## Достопримечательности
Памятник сербу-интернационалисту Михаилу Любомировичу Гербанову(Грбанов), убитому оренбургскими казаками.
Памятник первоцелинникам.
Памятник В. И. Ленину
Памятник воинам-землякам, погибшим в годы Великой Отечественной войны. 

## Известные уроженцы и жители
- Александр Александрович Евстифеев, глава Республики Марий Эл (2017—2022).
- Король Петр Кондратьевич, трёхкратный чемпион мира, чемпион Европы, чемпион СССР